# Tenamaxtlán
Tenamaxtlán är en kommunhuvudort i Mexiko.   Den ligger i kommunen Tenamaxtlán och delstaten Jalisco, i den centrala delen av landet, 500 km väster om huvudstaden Mexico City. Tenamaxtlán ligger 1 488 meter över havet och antalet invånare är 4 825.
Terrängen runt Tenamaxtlán är kuperad österut, men västerut är den platt. Runt Tenamaxtlán är det ganska glesbefolkat, med 21 invånare per kvadratkilometer. Närmaste större samhälle är Tecolotlán, 12,3 km öster om Tenamaxtlán. Omgivningarna runt Tenamaxtlán är en mosaik av jordbruksmark och naturlig växtlighet.